# 아이패드 에어 (4세대)
아이패드 에어(iPad Air)는 애플이 디자인, 제조 판매하는 태블릿 컴퓨터이자 아이패드 에어 시리즈의 네번째 제품이다. 애플워치 애플워치 시리즈 6과 함께 2020년 9월 15일 처음 공개되었다. 2020년 10월경 배송이 시작되었다. 3세대 아이패드 프로와 유사한 외형을 가지고 있다.

## 기능

### 하드웨어
4세대 아이패드 에어는 3세대 아이패드 프로와 유사한 업데이트된 디자인을 가진다. 기존 3세대 대비 더 커진 10.9인치 Liquid Retina 디스플레이를 탑재했으며 USB-C 단자, 2세대 애플펜슬, 아이패드 프로 전용 매직 키보드 및 스마트 폴리오를 지원한다. 하지만 아이패드 프로와 달리 Pro-Motion 디스플레이와 Retina 플래시가 탑재되지 않았다. 또한 홈 버튼이 사라졌고 Face ID를 지원하지 않는다. 따라서 디바이스 우측 상단에 위치한 전원 버튼에 통합된 지문 인식기를 사용한 Touch ID로 디바이스 잠금을 해제할 수 있다.
아이패드 에어 4세대에 처음 탑재된 애플 A14 바이오닉 프로세서는 기존의 A12 대비 40% 빠른 성능을 자랑한다.
선택 가능한 색상은 실버, 스페이스 그레이, 로즈 골드, 그린, 스카이 블루 중 하나로, 총 5가지이다.

## 제품 연표
Macworld에 의하면, 애플 제품들은 1 GB = 1GiB (10억 바이트)라는 계산을 적용한다고 한다. 즉슨, 16, 32, 64, 128 GB 저장용량을 가진 모델들은 각각 14.9, 29.8, 59,6, 119,2 GiB의 저장용량을 보유한다는 뜻이다. 하지만 기본 앱과 OS가 일부 저장용량을 차지하므로 사용자가 실제 사용 가능한 용량은 더 감소한 14.9, 29.8, 59.6, 119.2 GiB가 된다.